# Friedrich von Stülpnagel
Friedrich Gottlob Paul Ferdinand von Stülpnagel (ur. 16 lipca 1913 w Lichterfelde, zm. 7 lipca 1996 w Monachium) – niemiecki lekkoatleta (sprinter), medalista olimpijski z 1936, później pułkownik Bundeswehry.
Pochodził z arystokratycznej rodziny. Jego ojciec Ferdinand Wolf von Stülpnagel był szambelanem Wilhelma Hohenzollerna, następcy tronu Prus i Niemiec.
Friedrich von Stülpnagel jako lekkoatleta specjalizował się w biegu na 400 metrów. Na igrzyskach olimpijskich w 1936 w Berlinie zdobył brązowy medal w sztafecie 4 × 400 metrów za zespołami Wielkiej Brytanii i Stanów Zjednoczonych (sztafeta niemiecka biegła w składzie: Helmut Hamann, von Stülpnagel, Harry Voigt i Rudolf Harbig).
Był brązowym medalistą mistrzostw Niemiec w biegu na 400 metrów w 1936.
Podczas finałowego biegu na igrzyskach olimpijskich w Berlinie 9 sierpnia 1936 był współautorem nowego rekordu Niemiec w sztafecie 4 × 400 metrów z czasem 3:11,8.
W trakcie II wojny światowej służył w Wehrmachcie. Po wojnie służył w Bundeswehrze dochodząc do stopnia Obersta (pułkownika).